# Sarah Baartman
Sarah Baartman – dystrykt w Republice Południowej Afryki, w Prowincji Przylądkowej Wschodniej. Siedzibą administracyjną dystryktu jest Port Elizabeth.
Dystrykt dzieli się na gminy:
- Blue Crane Route
- Dr Beyers Naudé
- Makana
- Ndlambe
- Sunday’s River Valley
- Kouga
- Kou-Kamma